# Semnoderes ponticus
Semnoderes ponticus är en djurart som tillhör fylumet pansarmaskar, och som beskrevs av Mihai Bacescu 1956. Semnoderes ponticus ingår i släktet Semnoderes och familjen Semnoderidae.
Artens utbredningsområde är Svarta Havet. Inga underarter finns listade i Catalogue of Life.